# Muzeum Arsenalu F.C.
Muzeum Arsenalu F.C. to muzeum w Holloway w Londynie prowadzone przez Arsenal i poświęcone historii klubu.

## Położenie
Muzeum znajduje się na terenie Emirates Stadium, stadionu Arsenalu. Wcześniej między 1993 a 2006 rokiem znajdowało się ono na terenie poprzedniego obiektu klubu, czyli Highbury. Obecnie przyciąga ono średnio ponad 120,000 widzów na rok.

## Eksponaty
W budynku znajduje się wiele pamiątek i eksponatów, które nazbierały się podczas długiej historii klubu. Znajdują się tu m.in. koszulka Charliego George'a z finału Pucharu Anglii w 1971 roku, buty Michaela Thomasa z decydującego o tytule spotkaniu przeciwko Liverpoolowi w sezonie 1988/89, koszulka Alana Smitha z finału Pucharu Zdobywców Pucharów w 1994 roku oraz specjalne trofeum upamiętniające sezon 2003/04, gdy Arsenal zdobył tytuł, nie przegrywając ani jednego spotkania. Później drużyna z tego sezonu zyskała przydomek The Invincibles.

## Godziny otwarcia
Muzeum jest otwarte we wszystkie dni tygodnia; 10-18 (poniedziałek-piątek), 11-18 (sobota) i 10-17 (niedziela). W dni, w których odbywają się mecze Arsenalu muzeum otwierane jest o 10, zaś zamykane na pół godziny przed rozpoczęciem spotkania. Możliwe jest także zwiedzanie w ramach wycieczki po Emirates Stadium.